# Anželika Sidorova
Anželika Aleksandrovna Sidorova (in russo Анжелика Александровна Сидорова?; 12 gennaio 1991) è un'astista russa.

## Biografia
Nel 2014 prese parte ai campionati europei di Zurigo, conquistando la medaglia d'oro nel salto con l'asta con la prestazione di 4,65 m, misura di 5 cm inferiore alla sua migliore prestazione personale.

## Progressione

### Salto con l'asta
| Stagione | Misura | Luogo     | Data      | Rank. Mond. |
| -------- | ------ | --------- | --------- | ----------- |
| 2014     | 4,70 m | Kazan'    | 24-7-2014 | 5ª          |
| 2013     | 4,60 m | Tampere   | 13-7-2013 | 17ª         |
| 2012     | 4,50 m | Yerino    | 20-7-2012 | 29ª         |
| 2012     | 4,50 m | Čeboksary | 4-7-2012  | 29ª         |
| 2011     | 4,30 m | Čeboksary | 22-7-2011 | 68ª         |
| 2010     | 4,30 m | Mosca     | 6-6-2010  | 58ª         |
| 2009     | 4,00 m | Mosca     | 6-6-2009  | -           |
| 2008     | 4,00 m | Mosca     | 4-6-2008  | -           |

### Salto con l'asta indoor
| Stagione | Misura | Luogo    | Data      | Rank. Mond. |
| -------- | ------ | -------- | --------- | ----------- |
| 2014     | 4,72 m | Mosca    | 17-2-2014 | 4ª          |
| 2013     | 4,62 m | Göteborg | 2-3-2013  | 9ª          |
| 2012     | 4,40 m | Saransk  | 2-3-2012  | 43ª         |
| 2011     | 4,40 m | Mosca    | 16-2-2011 | 31ª         |
| 2011     | 4,40 m | Mosca    | 10-2-2011 | 31ª         |
| 2010     | 4,20 m | Mosca    | 23-1-2010 | 86ª         |
| 2009     | 4,10 m | Mosca    | 4-2-2009  | -           |

## Palmarès
| Anno                                                | Manifestazione  | Sede       | Evento           | Risultato | Prestazione | Note                                                                    |
| --------------------------------------------------- | --------------- | ---------- | ---------------- | --------- | ----------- | ----------------------------------------------------------------------- |
| In rappresentanza della Russia                      |                 |            |                  |           |             |                                                                         |
| 2010                                                | Mondiali U20    | Moncton    | Salto con l'asta | 4ª        | 4,05 m      |                                                                         |
| 2013                                                | Europei indoor  | Göteborg   | Salto con l'asta | Bronzo    | 4,62 m      | Miglior prestazione personale                                           |
| 2013                                                | Europei U23     | Tampere    | Salto con l'asta | Argento   | 4,60 m      | Miglior prestazione personale                                           |
| 2014                                                | Mondiali indoor | Sopot      | Salto con l'asta | Argento   | 4,70 m      | Miglior prestazione personale                                           |
| 2014                                                | Europei         | Zurigo     | Salto con l'asta | Oro       | 4,65 m      |                                                                         |
| 2015                                                | Europei indoor  | Praga      | Salto con l'asta | Oro       | 4,80 m      | Miglior prestazione personale                                           |
| 2015                                                | Mondiali        | Pechino    | Salto con l'asta | Finale    | nm          |                                                                         |
| In rappresentanza degli Atleti Neutrali Autorizzati |                 |            |                  |           |             |                                                                         |
| 2017                                                | Mondiali        | Londra     | Salto con l'asta | nm (q)    | nm (q)      |                                                                         |
| 2018                                                | Mondiali indoor | Birmingham | Salto con l'asta | Argento   | 4,90 m      | Miglior prestazione personale                                           |
| 2018                                                | Europei         | Berlino    | Salto con l'asta | 4ª        | 4,70 m      |                                                                         |
| 2019                                                | Europei indoor  | Glasgow    | Salto con l'asta | Oro       | 4,85 m      |                                                                         |
| 2019                                                | Mondiali        | Doha       | Salto con l'asta | Oro       | 4,95 m      | Miglior prestazione mondiale stagionale · Miglior prestazione personale |
| In rappresentanza del ROC                           |                 |            |                  |           |             |                                                                         |
| 2021                                                | Giochi olimpici | Tokyo      | Salto con l'asta | Argento   | 4,85 m      |                                                                         |

## Altre competizioni internazionali
2015
- Campionati europei a squadre di atletica leggera ( Čeboksary)

2021
- Vincitrice della Diamond League nella specialità del salto con l'asta